# Borkel en Schaft

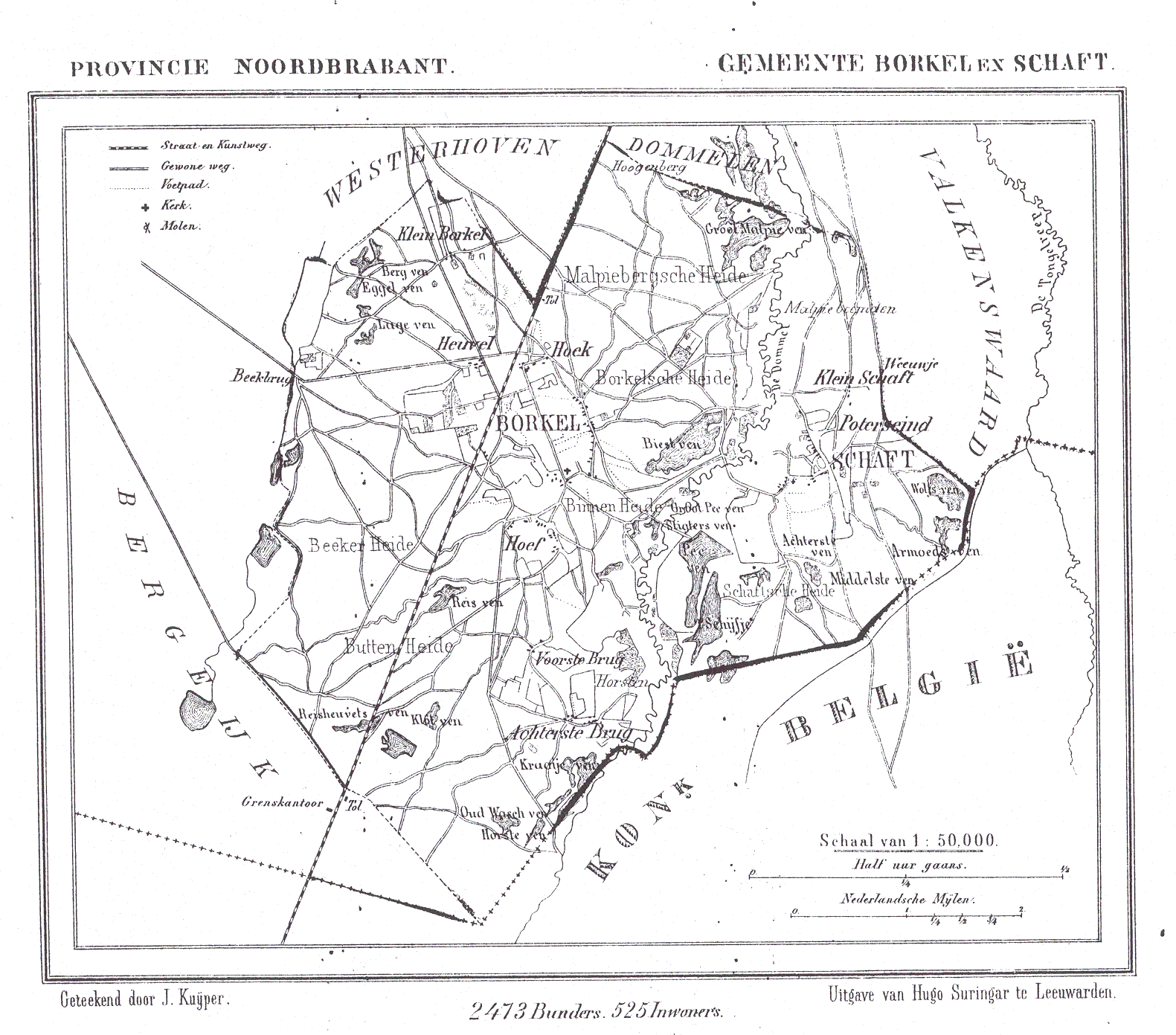
Borkel en Schaft in 1867

Borkel en Schaft is een voormalige Kempense gemeente in de Nederlandse provincie Noord-Brabant, die deel uitmaakt van Valkenswaard. Het wordt ook geschreven als Borkel & Schaft. Het dorp Borkel had in 2007 575 inwoners, en het dorp Schaft had er toen 166.
De gemeente Borkel en Schaft, die in 1810, na de annexatie van het Koninkrijk Holland door het Eerste Franse Keizerrijk, in het nieuwe departement Monden van de Rijn was ontstaan door samenvoeging van de sinds 1795 bestaande gemeente Borkel en gemeente Schaft (beide rechterlijk onderdeel van het schoutambt Bergeyk), was samengesteld uit verschillende kernen: de dorpen Borkel en Schaft, de gehuchten Achterste Brug en Voorste Brug en de buurtschappen De Kapel, De Straot, De Hoek, Heuvel, Klein Borkel, 't Poterseind en Klein Schaft. In deze kleine kernen woonden in 2007 in totaal nog 368 mensen.
In tegenstelling tot Valkenswaard en Dommelen is Borkel en Schaft agrarisch gebleven, al kreeg ook het toerisme meer betekenis.

## Geschiedenis
De eerste grootschalige schriftelijke vermeldingen van Borkel vinden we terug in het Cijnsboek van de Hertog van Brabant van 1340-1350. Borkel behoorde in deze periode tot het cijnsdorp Eersel dat in 1325 de rechten van "vrijheid" verkreeg en daarmee werd de schepenbank van Eersel een feit. Uit deze bron valt op te maken dat Eersel op haar beurt onder de “Eeninge” van de Kempen viel. Deze relatie brengt ons terug naar het jaar 1203 wanneer de Hertog van Brabant, de Graaf van Gelre dit gebied in handen krijgt. We stellen dus dat Borkel vanaf 1203 deel uitmaakte van het Hertogdom Brabant.
In 1331 legt Hertog Jan III van Brabant in zijn uitgiftebrief aan in de inwoners van de Dorpen Bergeijk en Westerhoven - waaronder ook Borkel ressorteert - de oostelijke grens van Borkel vast. Uit deze uitgiftebrief blijkt dat deze grens reeds de rivier de Dommel heeft overschreden en dat ook Schaft binnen deze grens viel. Of het dorp Schaft in deze periode reeds bestond is niet uit de archieven op te maken.
De eerste vermeldingen van Schaft dateren zo'n 100 jaar later. In de periode 1440-1460 bestaan verschillende archieven waarin diverse grensconflicten tussen de inwoners van Waalre, Valkenswaard versus de inwoners van Bergeijk, Achel, Lommel, Westerhoven , Borkel en Schaft worden beslecht in het voordeel van de inwoners van Borkel en Schaft waardoor de grens met Valkenswaard geleidelijk aan uitbreidde in oostelijke richting.
In 1468 verkrijgt Bergeijk, Westerhoven, Riethoven, Dommelen en Borkel en Schaft haar eigen Schepenbank. Hierdoor zou Borkel de komende eeuwen onder Bergeijk vallen. Vanaf de 17e eeuw had zowel Borkel als Schaft apart alsook de combinatie Borkel en Schaft meer financiële autonomie.
Tussen 1745 en 1750 ontstonden wederom geschillen tussen de inwoners van Valkenswaard en Borkel en Schaft over de begrenzing van hun grondgebieden. Er kwam een conventie van de Schaft die inhield dat het bijna 600 hectare metende gehucht door een herziene grensbepaling geheel separaat van Valkenswaard kwam te liggen.
Vanaf 1795 waren Borkel en Schaft aparte municipaliteiten in Bataafs-Brabant in de Bataafse Republiek. Vanaf 1803 waren ze twee aparte gemeenten, vanaf 1807 in het departement Brabant in het Koninkrijk Holland. Voor wat betreft de rechtspraak vielen beide gemeenten, samen met Westerhoven en Riethoven, vanaf 1803 onder het schoutambt Bergeijk. 

### Samenvoeging
In 1810 werden de gemeente Borkel en de gemeente Schaft na de annexatie van het departement Brabant door het Eerste Franse Keizerrijk (later dat jaar gevolgd door annexatie van het hele Koninkrijk Holland) ten gevolge van het keizerlijk decreet van 14 mei 1810 samengevoegd tot een gezamenlijke, zelfstandige gemeente in het nieuwe departement Monden van de Rijn. In 1857 werd een gemeentehuis gebouwd.
In 1866 werd een spoorlijn van Valkenswaard naar Achel aangelegd. Deze kreeg in 1921 een halte te Borkel en Schaft, maar in 1939 werd deze alweer opgeheven.
De gemeente heeft bestaan tot 1 mei 1934, toen Borkel en Schaft bij Valkenswaard werd gevoegd. 

## Tweelingkapel
In 1950 en 1951 werd een tweetal vrijwel identieke Mariakapelletjes gebouwd, één in Borkel en een in Schaft staande langs de Dorpsstraat. Het zijn dankkapelletjes die gebouwd zijn krachtens een tijdens de Tweede Wereldoorlog gedane gelofte. De kapelletjes zijn van baksteen, en ze bevatten een Mariabeeld met kind. Ze worden beide door de buurtbewoners onderhouden.

## Natuur en landschap
Borkel en Schaft liggen in het Dommeldal, dat naar het noorden toe langs en door De Malpie stroomt, waar we bos, heide en vennen aantreffen en, direct ten noorden van het dorp, ook beemden en moerasbossen. Stroomopwaarts van het dorp vindt men eveneens beemden, waarna de Dommel, voorbij de buurtschap Achterste Brug, langs het natuurgebied Plateaux-Hageven stroomt, dat deels in de gemeente Pelt en deels in de gemeente Bergeijk ligt.
Naar het westen toe zijn er zandige akkers en naaldbossen, en daar weer ten westen van vindt men een grootschalige heideontginning. Naar het oosten toe vindt men, in de gemeente Heeze-Leende, de trappistenabdij Achelse Kluis. Het dal van de Tongelreep, eens door de monniken in cultuur gebracht, heeft weer een natuurlijke bestemming gekregen.

## Geboren en/of woonachtig in Borkel en Schaft
- Stephanus Kuijpers (1899-1986), eerste bisschop van Paramaribo, Suriname.